# Cofradía de la Vera Cruz de Anguiano
La Cofradía de la Vera Cruz es actualmente la única cofradía de la Semana Santa de Anguiano, la componen unos 24 cofrades, conocidos popularmente como Diácanos.
Esta cofradía se funda a mediados del siglo XVIII para realizar las funciones propias de la Semana Santa. Se funda bajo la influencia de la Regla de la Cofradía de la Santa Vera Cruz de Nájera, pero no incluye disciplinas de sangre como se venían haciendo en las cofradías fundadas durante el siglo XV y XVI, bajo esta misma Regla.
En Anguiano también existió una cofradía dedicada a San José, que tenía su procesión el día 19 de marzo, festividad de dicho santo y tenía su sede en la Escuela de Cristo de esta localidad. Esta cofradía procesionaba también en Semana Santa, pero se disolvió a finales de la década de 1930, integrándose sus miembros en la Vera Cruz. Por ello, esta última adoptó como fecha de reunión el 19 de marzo y como sede la Escuela de Cristo, hasta su demolición.
Tiene su sede en la Iglesia parroquial de San Andrés, en el barrio de Mediavilla de Anguiano, realiza su desfile procesional a las 9:30 horas del Jueves Santo y el Viernes Santo, así como organizar y preparar la festividad del Judas del Domingo de Resurrección.
El desfile se caracteriza por su sobriedad, ya que únicamente va acompañado por los cánticos religiosos de los asistentes, y del sonido de las cruces de los Diácanos contra el suelo.

## Hábito
Los cofrades portan un hábito negro con 4 botones en el cuello, atado este con cíngulo blanco, y tapando el cuello de la túnica un cuello blanco. Sobre este se coloca la medalla con el símbolo de la cofradía. Estos no llevan capirote, es decir que van a cara descubierta, como mandaba la Regla de la Santa Vera Cruz de Nájera, cofradía modelo para todas las existentes en la Rioja Alta.

## Pasos
- Cristo de la Caña: Es la imagen de un Ecce Homo de busto, romanista de comienzos del XVII. Popularmente se le conoce como el Cristo de la Caña, y es habitualmente portado por niños.
- Santo Sepulcro: Imagen de Cristo Yacente, manierista de la segunda mitad del siglo XVI. Es el paso más grande de los que se procesionan, y únicamente se saca en la noche de Viernes Santo.
- Virgen Dolorosa: Imagen barroca del siglo XVIII, con corona de plata y rosario de azabache, sin cruz.

## Procesiones
Consta de dos procesiones y los actos del Domingo:

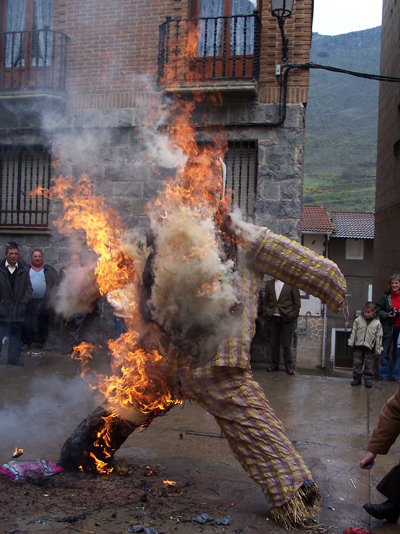
Quema del Judas en la Plaza Mayor durante el Domingo de Resurrección

- Jueves Santo : Se realiza una procesión que recorre los barrios de Eras y Mediavilla, en la que se llevan 4 pasos, la Virgen Dolorosa, el Ecce Homo (Jesús llevando la Cruz), Santa Marta y el Cristo de la Caña, este último habitualmente lo portan los niños y jóvenes de la localidad. En esta procesión se realiza un viacrucis de la Pasión, se realiza a las 9:00 de la noche, por lo que la oscuridad de las calles, acompañado de la estrechez de las calles da una gran sobriedad a la misma.
- Viernes Santo : Se realiza otra procesión por Mediavilla, con los pasos de la Dolorosa, el Santo Sepulcro y la Santa Marta. Durante la procesión, durante su paso por Los Casales se realiza el Encuentro entre el Sepulcro y la Dolorosa, donde se canta una Salve a la Virgen. Tanto el Jueves Santo como en Viernes Santo es tradicional que tras la procesión la gente baje a la Plaza Mayor a disfrutar del Zurracapote que hace la Cofradía.
- Domingo de Resurrección : Se hace un "pasacalles" a cargo de la Cofradía con un Judas de paja y cartón, relleno de petardos, vestido con harapos sobre una burra, y se pide dinero por las calles para la cofradía. Tras la misa de 13:00 se quema al Judas en la Plaza Mayor donde los niños esperan impacientes a que tiren caramelos desde el Ayuntamiento mientras se quema al Judas (Fiesta del Judas).Procesión de Viernes Santo, paso de la Dolorosa

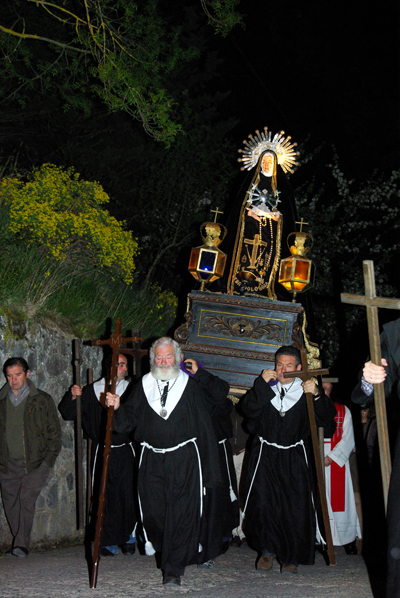
Procesión de Viernes Santo, paso de la Dolorosa